# Zierlicher Widderbock

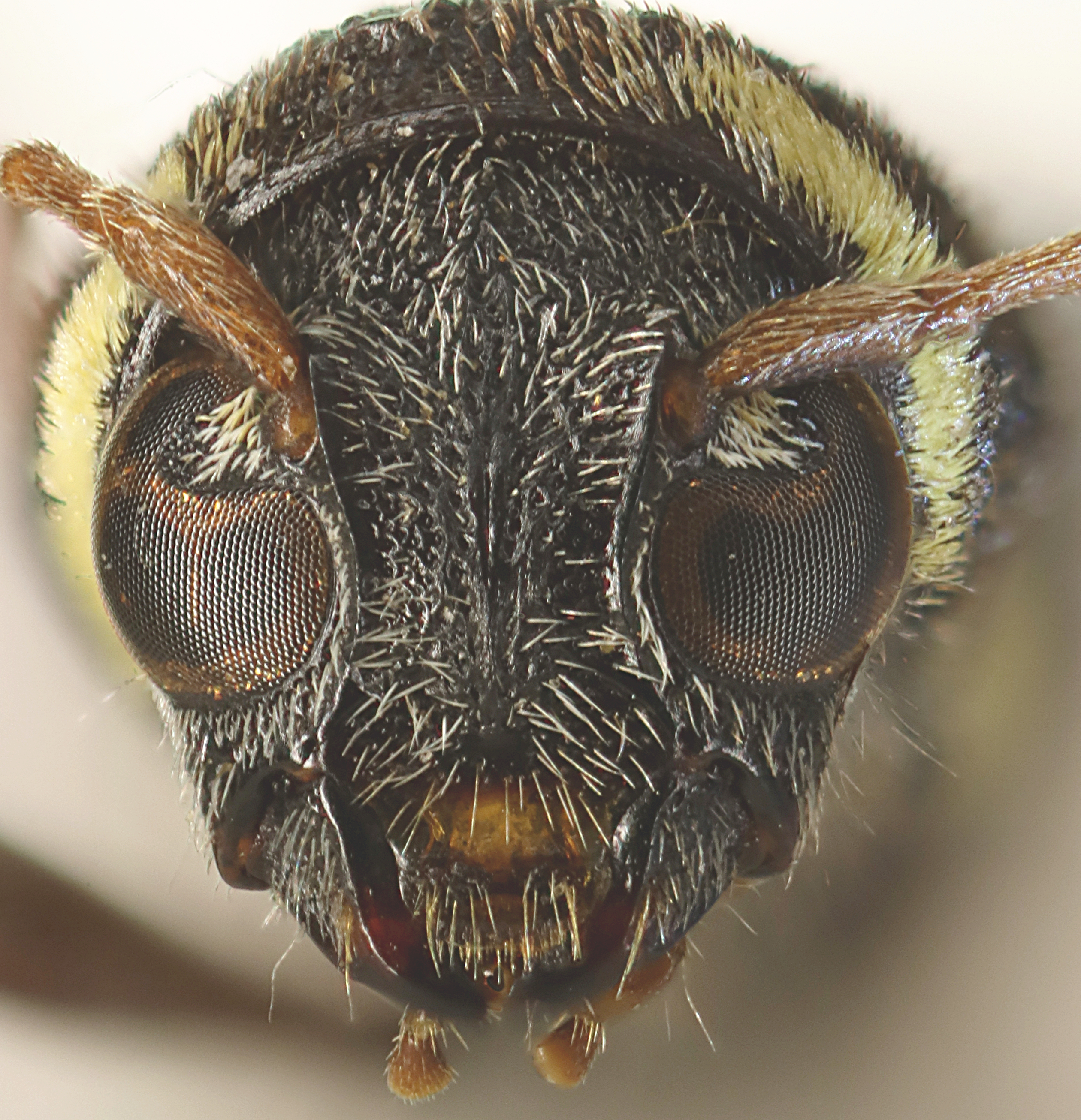
Abb. 1: Kopf

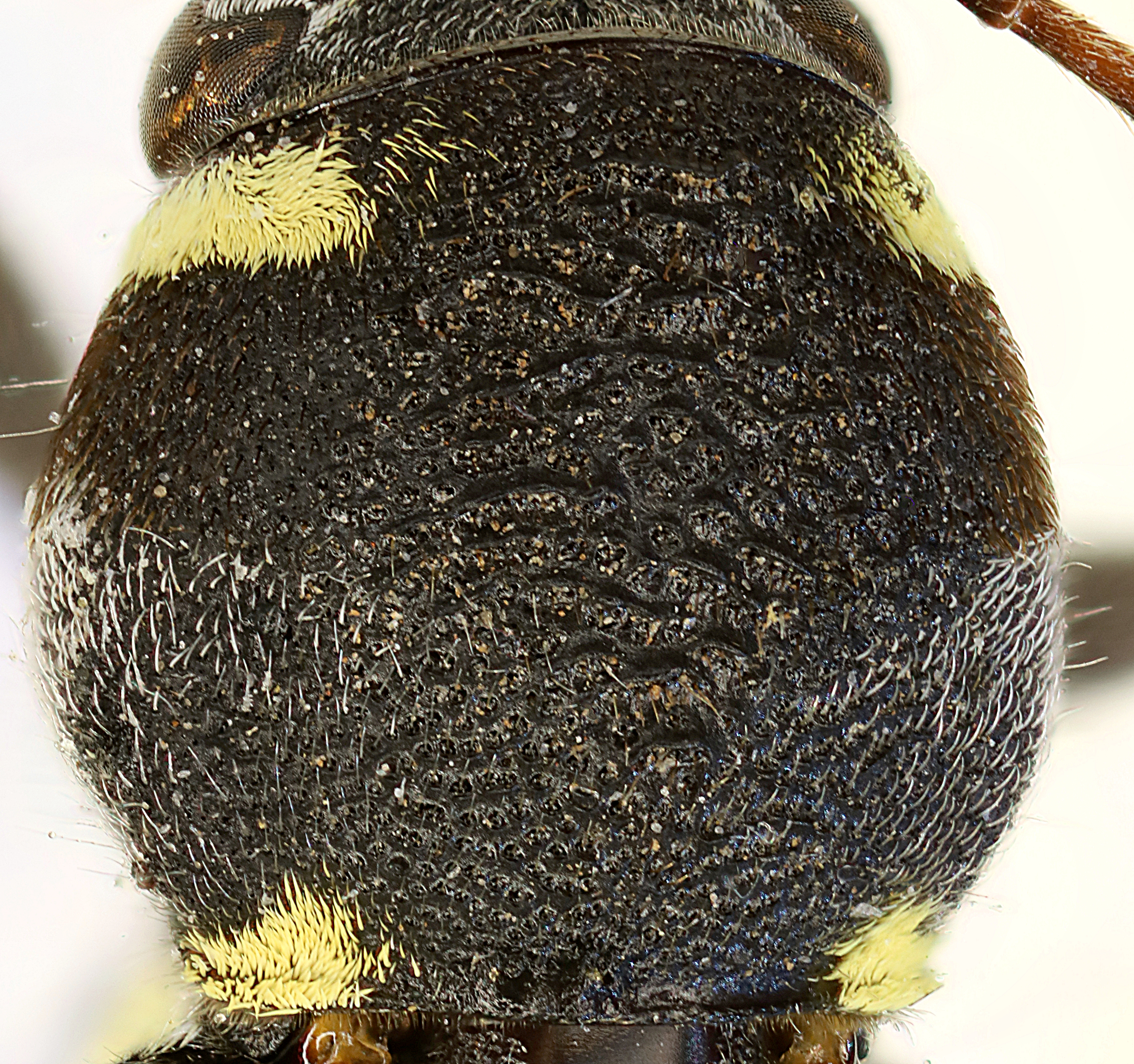
Abb. 2: Halsschild

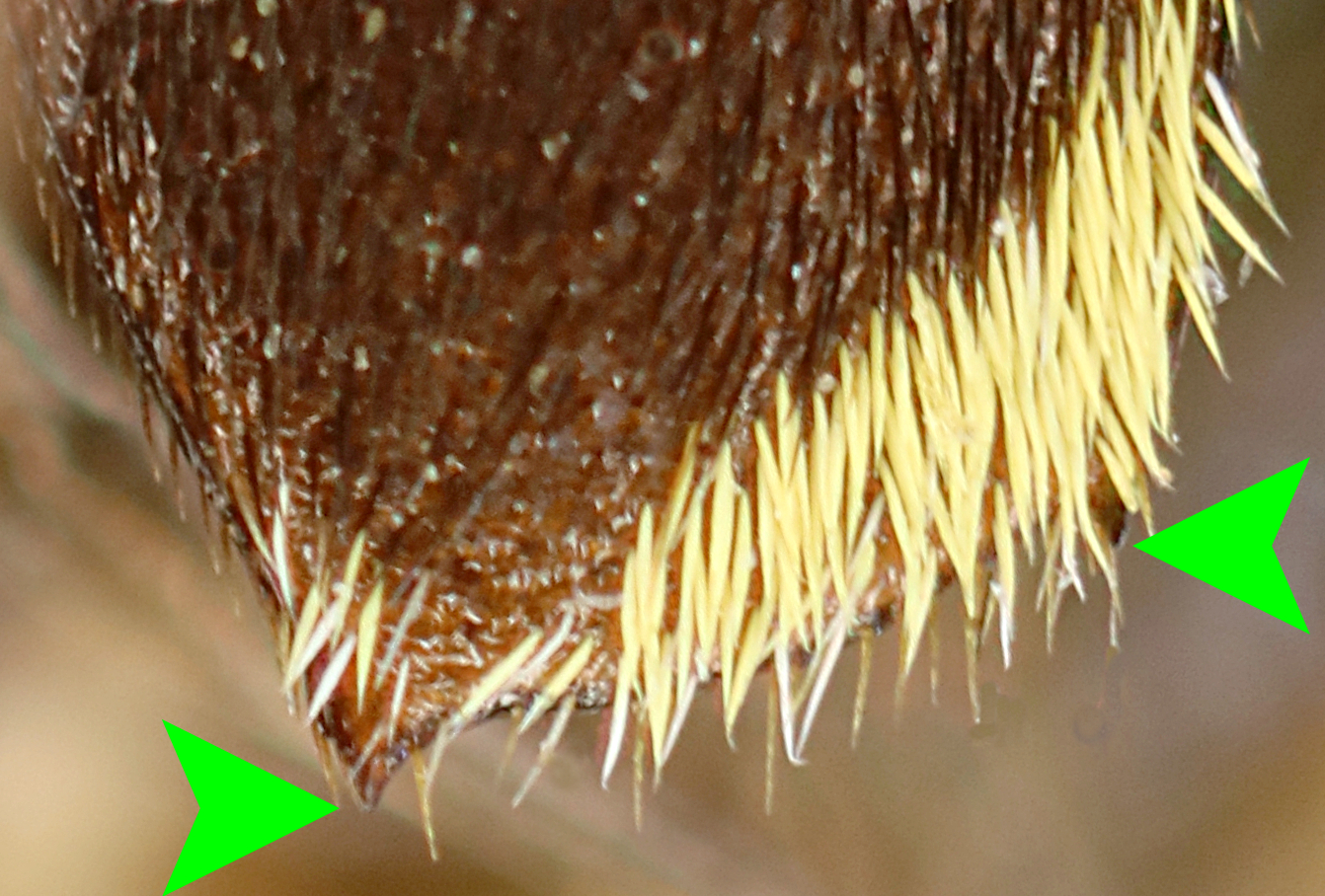
Abb. 3: Spitze der Flügeldecke links

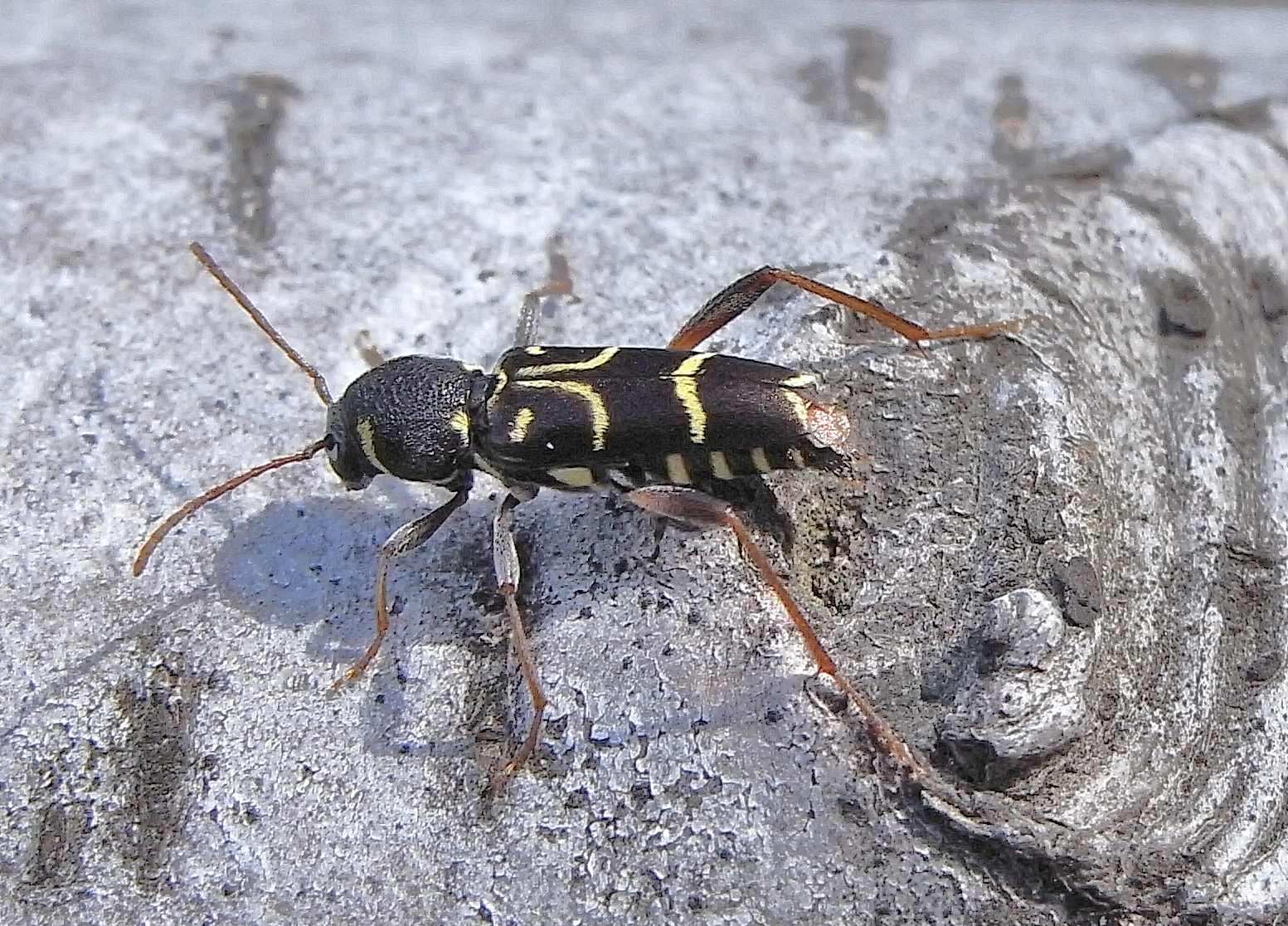
Abb. 4: seitliche Ansicht, Zeichnung der Unterseite teilweise sichtbar

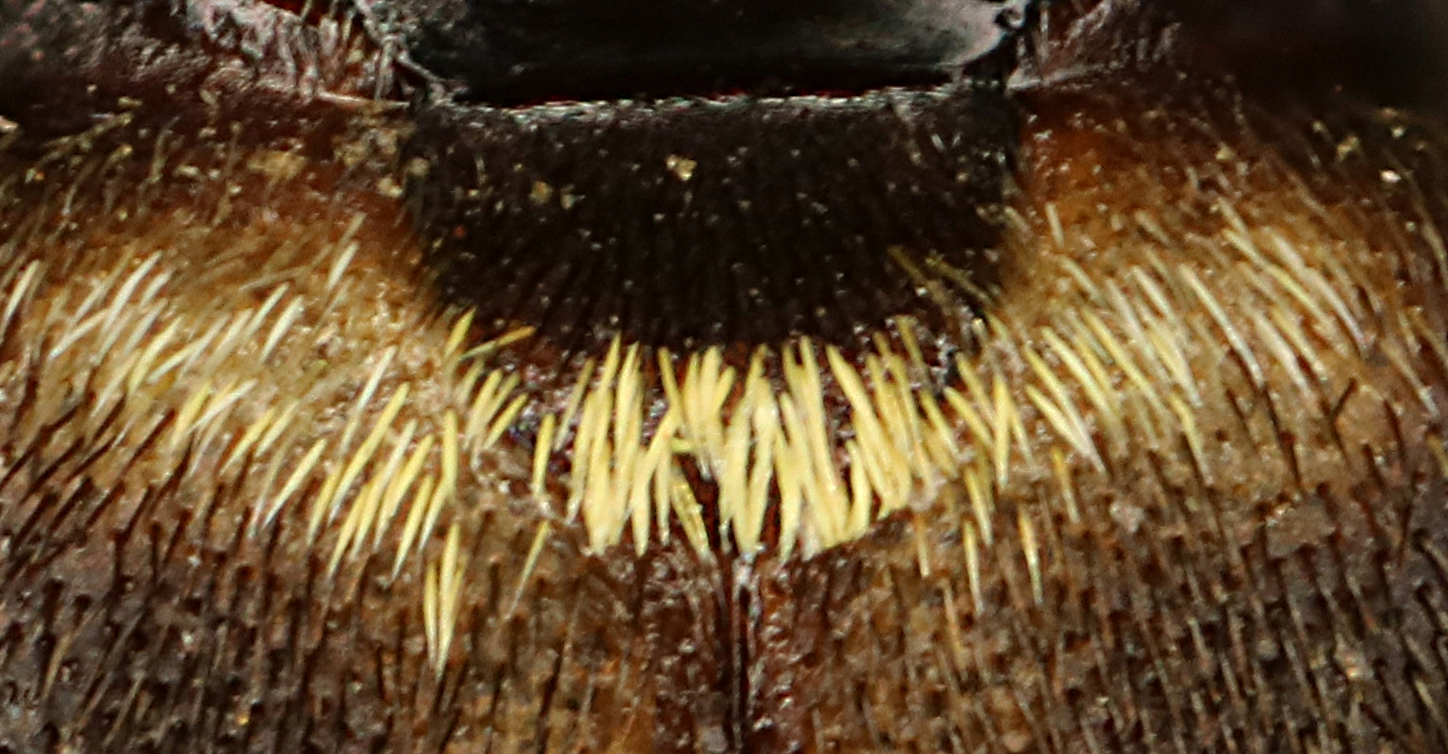
Abb. 5: Schildchen

Der Zierliche Widderbock oder Antilopenbock (Xylotrechus antilope) ist ein Käfer aus der Familie der Bockkäfer (Cerambycidae). Die Art gehört zur Unterfamilie Cerambycinae und innerhalb dieser Gruppe zur Tribus Clytini.

## Merkmale
Der Käfer wird sieben bis fünfzehn Millimeter lang. Wegen der sehr ähnlichen gelben Zeichnung der Flügeldecken kann Xylotrechus antilope leicht mit Xylotrechus ibex, Xylotrechus capricornis, Xylotrechus arvicola und einigen Arten der Gattung Clytus, insbesondere Clytus lama und Clytus rhamni verwechselt werden.
Der Kopf (Abb. 1) ist ziemlich fein lederartig gerunzelt (chagriniert). Vor den Einlenkungsstellen der Fühler befindet sich zur Stirn gewendet ein Kiel, der sich vor den Augen zu den Mundwerkzeugen hin fortsetzt. Mitten auf der Stirn verlaufen parallel zueinander zwei weitere Längskiele, die sich am Vorder- und Hinterende miteinander vereinen. Diese sind im Unterschied zu Xylotrechus arvicola nur schwach ausgebildet, oft nur angedeutet, bei der Gattung Clytus fehlen sie. Zwischen den mittleren und den äußern äußeren Kielen ist der Kopf spärlich hellgelb – nicht wie bei Xylotrechus arvicola dicht gelb –, kurz und nach außen gerichtet behaart. In der Aussparung der Augen neben der Fühlereinlenkung ist die Behaarung dichter. Die elfgliedrigen Fühler sind in der ersten Hälfte fadenförmig, in der zweiten Hälfte etwas dicker.
Der Halsschild (Abb. 2) ist vorn und an der Basis gerandet. Er ist nicht wie bei den Clytus-Arten lang abstehend behaart. Anders als bei Xylotrechus antilope liegt die größte Breite des Halsschilds nur wenig hinter der Mitte, nicht deutlich hinter der Mitte. Bei Aufsicht ist der Halsschild im Umriss gleichmäßig gerundet, nicht die breiteste Stelle etwas eckig vorstehend. Die Punktierung auf dem Rücken des Halsschilds erzeugt anders als bei Xylotrechus ibex, Xylotrechus capricornis und bei den Clytus-Arten in den ersten zwei Dritteln deutliche Querrunzeln, während weiter hinten und zu den Seiten hin die Punktierung wesentlich weniger grob ausgebildet ist. An der Basis trägt der Halsschild seitlich zwei gelbe Flecken, am Vorderrand eine in der Mitte breit unterbrochene Querbinde, von oben sieht man häufig nur in jeder Ecke des Halsschilds einen etwa gleich großen Fleck.
Das Schildchen (Abb. 5) ist etwa halbkreisförmig und hinten gelb behaart.
Die Flügeldecken sind an den Schultern etwas breiter als der Halsschild und etwas weniger als dreimal so lang wie dieser. Nach hinten verschmälern sie sich stärker als bei Xylotrechus arvicola. Sie enden schräg abgeschnitten, wobei der Winkel an der Naht größer ist als der Winkel am Außenrand der Flügeldecke (Abb. 3, die Scheitel der Winkel durch grüne Pfeile angedeutet). Das Ende des Hinterleibs bleibt durch die Flügeldecken meist teilweise unbedeckt. Die Flügeldecken tragen zwei ausgedehnte gelbe Binden und weitere gelbe Stellen. Die vordere Binde beginnt wenig hinter dem Schildchen nahe der Flügeldeckennaht, entfernt sich nach hinten zunehmen von der Naht, biegt dann weniger abrupt als bei Xylotrechus arvicola nach außen ab und endet senkrecht zur Körperachse am Außenrand der Flügeldecke. Die hintere Binde verläuft nach innen leicht nach vorn, trifft an der Naht auf die entsprechenden Binde der anderen Flügeldecke und verbreitert sich dabei etwas nach vorn laufend. Außerdem sind die Spitzen der Flügeldecken gelb behaart (Abb. 3), seitlich an das Schildchen anschließend befindet sich ein querliegender kleiner gelber Fleck (Abb. 5), und auf der Schulter verläuft von vorn außen nach hinten innen ein kurzer strichförmiger gelber Fleck.
Auf der Unterseite besitzt der Käfer ebenfalls eine Wespenzeichnung (Abb. 4).

## Vorkommen
Der Zierliche Widderbock gilt als selten und kommt deshalb auch nur lückig in Deutschland vor, ist aber außer in Schleswig-Holstein in allen Bundesländern verbreitet. Man findet die Art an sonnigen Waldrändern von Laubwäldern mit Eichen. Außerhalb Europas ist er auch in Nordafrika (hier in der Unterart Xylotrechus antilope obliquefasciatus (Pic, 1890)), im Nahen Osten, in Kaukasien und Transkaukasien verbreitet.

## Lebensweise
Die Larven entwickeln sich in geschädigten oder toten Ästen von Eichen. Im ersten Jahr fressen sie Gänge unter der Rinde, dringen aber später auch ins Splintholz ein, wo sie sich verpuppen. Die tagaktiven Imagines schlüpfen im Mai. Paarung und Eiablage erfolgen im Juni/Juli, zu dieser Zeit sind sie besonders aktiv. Der Zierliche Widderbock fliegt an heißen Tagen umher und besucht gelegentlich Blüten oder sonnt sich auf gefällten Eichenstämmen. Die Käfer sind bis August aktiv, danach überwintern sie und sind im darauf folgenden Sommer ein zweites Mal aktiv.